# Beira (deusa)
Beira é o nome dado, pelo jornalista e antropólogo Donald Alexander Mackenzie, do século XX, para a Cailleach Bheur, uma deusa do inverno e mãe dos deuses e deusas da mitologia escocesa.    
Está associada a um mito de criação céltico (que usualmente se refere a características locais da terra) e carrega um papel similar ao de Gaea na mitologia grega, eJord na mitologia nórdica.[carece de fontes?]